# Джон Тобіас
Джон Тобіас (англ. John Tobias, народився 24 серпня 1969 а в Чикаго, Іллінойс, США ) — американський художник коміксів, графічний дизайнер і геймдизайнер. Разом з  Едом Буном, він також є одним з творців новаторської серії файтингів Mortal Kombat.
Джон Тобіас закінчив Американську академію мистецтв у Чикаго і був художником серії коміксів The Real Ghostbusters до приходу в Midway Games. Він також працював над оригінальною аркадной версією гри Smash TV, перш ніж домігся успіху з  Mortal Kombat в  1992.
Йому приписують розвиток основної сюжетної лінії серії Mortal Kombat і створення класичних персонажів, у числі яких —  Барака, Горо, Джакс,  Джейд, Джонні Кейдж,  Кано,  Китана, Кун Лао, Лю Кан,  Мілін, Нічний Вовк, Нуб Сайбот, Райден,  Рептилія, Саб-Зіро, Сайракс,  Сектор,  Сіндел,  Скорпіон, Смоук, Соня Блейд, та інші.
У 1999 році Джон Тобіас, Дейв Мічічіч і Джошуа Тсуі звільнилися з Midway Games, щоб заснувати в 2000 році, Studio Gigante студія випустила гру Tao Feng: Fist of the Lotus, видана  Microsoft Game Studios, стала першою грою, яку розробили в Studio Gigante. Потім після виходу WWE WrestleMania 21, Studio Gigante припинила свою діяльність у 2005 році, а пізніше Джон Тобіас працював консультантом в ігровій індустрії.
У 2008 році Джон Тобіас ілюстрував комікси для спеціального видання Mortal Kombat vs. DC Universe.
Станом на вересень 2012 року, Джон Тобіас працює в студії соціальних ігор Zynga.